# Национална партия (РЮА)
Вижте пояснителната страница за други значения на Национална партия.
Националната партия в Република Южна Африка е политическата партия, управлявала страната от 1948 г. до 1994 г. Често членовете и привържениците на партията са наричани националисти. Основните принципи на партията са апартейд, създаване на република и развитие на бурската култура и нация.
Основите на партията са поставени през 1914 г. в Блумфонтейн от група африканери-националисти. За първи път поемат властта през 1924 г. с правителството на Бари Херцог. Последният подкопава избирателните права на цветнокожото население в страната, когато през 1930 г. дава изборни права на белите жени, но не и на цветнокожите. През 1934 г. Херцог се съгласява да се обедини Националната партия с нейната съперница Южноафриканската партия и така се формира Обединената партия (на английски: United Party). Част от консервативните африканери, начело с Даниел Малан отхвърлят обединението на двете партии и продължават живота на обособена Национална партия.
По време на Втората световна война Националната партия използва непопулярността на южноафриканското участие във войната и разпалва силни антибритански настроения сред бурската общественост. Последното позволява да се съживи партията и през 1948 г. да спечели изборите. Изборният успех на партията слага началото на налагането на апартейда като държавна политика в Южна Африка.